# Leopold af Anhalt
Arveprins Leopold af Anhalt (18. juli 1855 – 2. februar 1886) var en tysk prins, der fra 1871 til sin død i 1886 var arving til Hertugdømmet Anhalt. Han tilhørte Huset Askanien og var søn af hertug Frederik 1. af Anhalt. Da han døde 17 år før sin far, blev det hans lillebror, Frederik, der efterfulgte deres far som hertug af Anhalt i 1904.

## Biografi

### Tidlige liv
Prins Leopold blev født den 18. juli 1855 i Dessau i Anhalt som det ældste barn af Arveprins Frederik af Anhalt-Dessau-Köthen i hans ægteskab med prinsesse Antoinette af Sachsen-Altenburg. Han blev opkaldt efter sin farfar, Hertug Leopold af Anhalt-Dessau-Köthen. I 1863 blev hans farfar, Hertug Leopold, den første hertug af det forenede hertugdømme Anhalt, da linjen Anhalt-Bernburg uddøde ved hertug Alexander Carl af Anhalt-Bernburg død.
Den 22. maj 1871 døde Hertug Leopold, hvorved Leopolds far efterfulgte ham som hertug Frederik 1. af Anhalt, og Leopold selv blev tronfølger med titel af arveprins. Leopold foretog sammen med sin lillebror, Prins Frederik en dannelsesrejse til Genève, Bonn og München. Begge brødre blev uddannet som officerer i den tyske hær, hvor de forblev i aktiv tjeneste indtil 1883.

### Ægteskab og børn
Den 26. maj 1884 giftede han sig på Schloss Philippsruhe i Hanau med prinsesse Elisabeth af Hessen-Kassel, datter af den tidligere danske tronarving Prins Frederik af Hessen-Kassel og Prinsesse Anna af Preussen. I ægteskabet blev der født en datter:
- Prinsesse Antoinette (3. marts 1885, Georgium Slot, Dessau – 3. april 1963, Dessau), gift den 26. maj 1909 med Prins Frederik af Schaumburg-Lippe.

### Død
Mindre end et år efter sin datters fødsel døde Leopold uventet i Cannes i Frankrig den 2. februar 1886. Da han ikke havde nogen sønner, blev han efterfulgt som arveprins af sin lillebror Frederik, den senere Hertug Frederik 2. af Anhalt.
Prinsesses Elisabeth giftede sig aldrig igen og overlevede sin mand med knap 70 år. Hun døde i Dessau, på det tidspunkt i det daværende DDR, den 7. januar 1955.

## Eksterne links
- Wikimedia Commons har flere filer relateret til Leopold af Anhalt